# 5 de Outubro
5 de Outubro (deutsch 5. Oktober) ist eine osttimoresische Aldeia im Sucos Bairro Pite (Verwaltungsamt Dom Aleixo, Gemeinde Dili). 2015 lebten in 5 de Outubro 266 Menschen.

## Lage und Einrichtungen
5 de Outubro liegt im Westen des Sucos Bairro Pite, im Stadtteil Fatumeta. Im Süden, jenseits der Avenida de Manleuana, grenzt 5 de Outubro an die Aldeias Niken und Fatumeta. Im Westen reicht die Aldeia Fatumeta über die Avenida hinaus. Weiter nördlich reicht 5 de Outubro bis an den Suco Comoro. Im Norden grenzt 5 de Outubro an die Aldeias Haburas, We Dalac und Rainain. Letzterer bildet auch die Grenze von 5 de Outubro im Osten.
In 5 de Outubro befindet sich an der Avenida de Manleuana im Osten eine Schule.